# Teatro Curci
Il Teatro Comunale di Barletta, intitolato al compositore Giuseppe Curci, si trova in corso Vittorio Emanuele II e costituisce un rilevante contenitore culturale all'interno della città. È situato nel pieno centro cittadino, di fronte al Palazzo di Città.
Inaugurato nel 1872, l'edificio emerge tra quelli circostanti ed è ubicato nel tratto di corso Vittorio Emanuele II che inizia con la chiesa del San Sepolcro e la statua di Eraclio e termina in piazza Massimo d'Azeglio.

## Storia

### Dal teatroGaleraall'Arsenale
A partire dal XV secolo Barletta disponeva di uno spazio destinato a rappresentazioni sacre e profane, anche se non si conosce con precisione la sua ubicazione. Nel XVII secolo era attivo un teatro noto come Galera, così chiamato perché situato in un grande magazzino lungo la strada Galera, oggi via Prospero Colonna. Nel 1745 re Carlo di Borbone dispose lo sgombero dell'Arsenale dai locali situati in Largo Paniere del Sabato, l'attuale Piazza Plebiscito; alcuni anni dopo, quegli stessi ambienti, adeguatamente ristrutturati e attrezzati, divennero la sede del teatro denominato dell'Arsenale.
L'Arsenale di Barletta visse il suo massimo splendore durante il carnevale del 1789, quando fu rappresentata l'opera La modista raggiratrice di Giovanni Paisiello su libretto di Giambattista Lorenzi. In quegli anni le nuove idee della Rivoluzione Francese premevano anche su Barletta, veicolate dagli ufficiali del quartier generale dell'Armata francese di stanza in città da tempo. La società barlettana si preparava così a una svolta politica e culturale, e anche l'Arsenale divenne insufficiente rispetto alla crescente domanda di spettacoli teatrali. A questo si univa l'antico desiderio di disporre di un teatro vero e proprio, sul modello di quelli napoletani. A Barletta il teatro era concepito non solo come luogo di incontro e di spettacolo, o come strumento per la diffusione della cultura musicale, ma anche come un monumento architettonico capace di accrescere il prestigio della città, già nota come importante centro commerciale. In questo clima nacque l'iniziativa di alcuni cittadini che, richiedendo il suolo e le autorizzazioni necessarie, posero le basi per consolidare nel tempo una tradizione teatrale già profondamente radicata nella comunità.

### Il teatroSan Ferdinando
Nel 1814 l'aspirazione di disporre di un vero teatro spinse alcuni cittadini facoltosi di Barletta a costituire una Società apposita per realizzarne uno con risorse private. L'area prescelta fu quella risultante dalla demolizione del Monastero dell'Annunziata, ormai divenuta di proprietà pubblica. Con decreto del 22 aprile 1817, re Ferdinando I autorizzò la concessione del suolo alla Società. I lavori furono affidati all'ingegnere Nicola Leandro, già impegnato nei lavori di costruzione della Casa della Sottointendenza nei locali demoliti del monastero.
Il 4 ottobre 1819 venne inaugurato il teatro San Ferdinando, intitolato così in onore del sovrano. Per l'occasione venne eseguito un melodramma del canonico barlettano Giuseppe Cardone. Il teatro San Ferdinando si componeva di una platea di nove file di sedute per un totale di 168 posti e tre ordini di palchi (con 10 palchi per il primo ordine e 11 per gli altri due).

### Il passaggio alla proprietà comunale e i lavori di restauro
Ben presto la capienza del San Ferdinando si rivelò insufficiente per i bisogni della cittadinanza, ma la Società proprietaria del teatro non disponeva di sufficienti fondi per finanziare un ampliamento. In più, un'infiltrazione d'acqua nell'estate del 1864 provocò il crollo di una parte della zona ovest e rese necessaria una profonda ristrutturazione.
Il Comune, quindi, decise di acquistare dalla Società la proprietà del teatro e di assumere su di sé i costi per la ristrutturazione. Il 28 dicembre 1866 venne firmato il passaggio di proprietà al Comune che, con delibera del 15 maggio 1869, autorizzò non solo la ricostruzione della parte crollata ma anche l'ampliamento dei locali con il prolungamento della sala.
La paternità del progetto dell'attuale edificio - come riporta l'iscrizione sull'architrave del portale centrale - è dell'architetto Federico Santacroce, barlettano, formatosi presso lo studio napoletano di Luigi Castellucci, autorevole esponente della cultura architettonica neoclassica.
Santacroce, che prese come riferimento dei lavori il San Carlo di Napoli, ordinò importanti lavori di modifica che produssero un miglioramento della visibilità e dell'acustica. Ordinò anche il rifacimento della facciata, del foyer, e della sala dal ballo.
Particolare attenzione fu rivolta alle decorazioni la cui esecuzione fu affidata al pittore Raffaele Affaitati. Giambattista Calò, pittore e primo maestro di Giuseppe De Nittis, realizzò l'affresco sul soffitto raffigurante l'Aurora che guida il carro da Ponente a Levante e dipinse il sipario scegliendo il tema della Disfida di Barletta.
Ai lavori di decoro partecipò anche Pietro Venier, scenografo del San Carlo di Napoli, che disegnò le 42 cornucopie che decorano la sala.
Il nuovo teatro fu inaugurato il 6 aprile 1872. La serata venne aperta dalla sinfonia Italia redenta di Giuseppe Curci a cui seguì l'esecuzione del Macbeth di Giuseppe Verdi.

### L'intitolazione a Giuseppe Curci e la fortuna prima dello scoppio della guerra

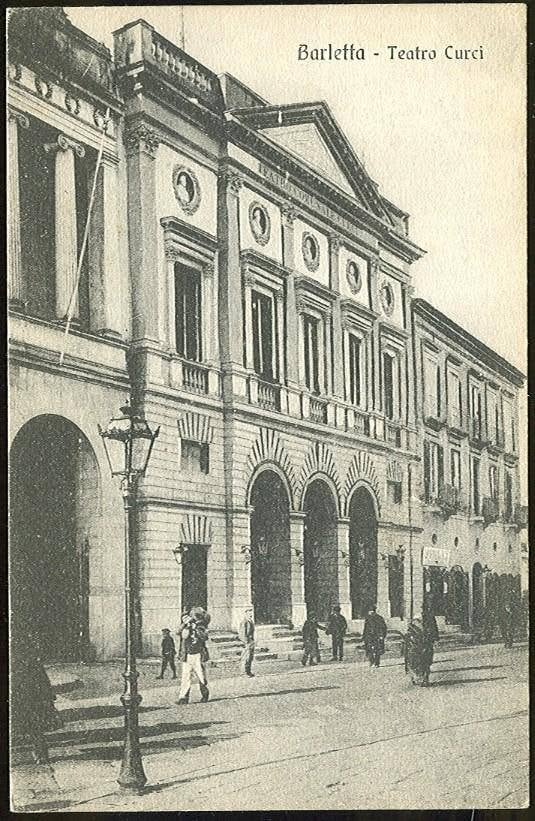
Il teatro Curci a Barletta nel 1908

Il Teatro Comunale fu intitolato nel 1877 al musicista barlettano Giuseppe Curci. Dalla sua inaugurazione fino allo scoppio della Prima Guerra Mondiale, il teatro conobbe un periodo di intensa fortuna. Molte furono le stagioni particolarmente seguite e apprezzate dal pubblico barlettano, dai gusti particolarmente fini e severi. Anche la manutenzione del teatro fu seguita con attenzione. L'alta qualità dell'attività artistica del teatro Curci garantì alla pubblica amministrazione dell'epoca la partecipazione all'esposizione teatrale di Parigi del 1908, su invito del Ministero della Pubblica Istruzione.
Nel 1904, accanto al teatro, venne aperta la Galleria da cui si poteva accedere alla platea e ai palchi.

### La prima guerra mondiale e la chiusura per inagibilità nel 1936
Lo scoppio della prima guerra mondiale provocò l'interruzione dell'attività del teatro.
Nel primo dopoguerra il Teatro Curci tentò di riprendere le proprie attività, effettuando anche l'adeguamento dell'impianto di illuminazione, che passò dal gas all'elettricità. Nonostante questi interventi, la ripresa ebbe scarso successo. Il teatro non riuscì a resistere alla crescente popolarità del cinema e, pochi anni dopo la fine della guerra, fu trasformato in sala cinematografica. Ebbe così inizio un periodo di progressivo declino che culminò nel 1936, quando il teatro venne chiuso per inagibilità.

### Il secondo dopoguerra e la chiusura nel 1961
Nel 1945, il Curci riprese le attività sotto gestione privata. Sul palco, oltre alle proiezioni cinematografiche, si alternavano opere liriche, spettacoli di prosa e rivista che tentarono di riportare il teatro agli splendori del secolo precedente. Tuttavia, negli anni successivi, l'assenza di manutenzione, l'uso intensivo e gravi atti vandalici compromisero gravemente la struttura, portando a un degrado quasi irreversibile.
Nel 1961, le condizioni critiche della struttura costrinsero il Comune a chiudere il teatro per motivi di pubblica incolumità. La decisione suscitò un forte senso di perdita nella cittadinanza, che per lungo tempo continuò a chiederne il recupero.

### I lavori di restauro e la riapertura nel 1977
Nel 1969 l'Azienda Autonoma di Soggiorno e Turismo ottenne la concessione del Teatro Curci, assumendosi l'impegno di restaurare l'edificio e di riportarlo alle condizioni originarie. Nel 1972 fu sottoscritta la convenzione che formalizzava l'accordo e, l'anno successivo, iniziarono i lavori di recupero.
La progettazione e la direzione dell'intervento furono affidate all'architetto Mauro Civita, professore di restauro presso l'Università di Pescara.  Il progetto si basava su un'analisi approfondita dell'edificio e del contesto urbano di riferimento, con l'obiettivo di ripristinare le caratteristiche architettoniche e decorative originali, salvaguardandone al tempo stesso il valore storico e culturale.
Il restauro non riguardò soltanto il consolidamento strutturale, ma mirò a restituire alla comunità un luogo di rilevanza per la vita culturale cittadina. L'intervento fu considerato un modello di riferimento nel campo della conservazione e del restauro architettonico. Nelle linee guida per il lavoro di restauro, Mauro Civita scrive: 
I restauri diretti dall'arch. Mauro Civita, iniziati nel 1973, hanno riportato l'edificio all'antico splendore pur permettendone un utilizzo contemporaneo. 
Il teatro fu riaperto al pubblico il 18 dicembre 1977, alla presenza del presidente del Consiglio Giulio Andreotti. La cerimonia inaugurale si concluse con la rappresentazione di Madame Butterfly, segno della ripresa delle attività teatrali dopo un lungo periodo di chiusura.
Attualmente, il Teatro comunale Giuseppe Curci svolge un importante ruolo di polo culturale per la città ospitando la stagione teatrale in prosa, manifestazioni musicali e concertistiche internazionali, eventi culturali di vario genere.

## Descrizione
L'impianto del teatro ha uno sviluppo longitudinale, perpendicolare all'asse del corso; è fiancheggiato da una galleria più tarda, che ne è parte integrante e collega il corso con la retrostante via Ospedale dei Pellegrini.
Il fronte verso la strada con il timpano, le paraste corinzie dell'ordine superiore, il portico a tre fornici, riecheggiano ancora nel 1870 le architetture che gli allievi di Piermarini avevano esemplificato sulla Scala e ripetuto a Milano e provincia. Ma i dettagli, mai trascurati nelle linee delle cornici e nelle bugne del portico, ricordano modelli napoletani. 
Inserimento successivo, nei primi anni del Novecento, in asse con le finestre, è quello di cinque nicchie circolari che contengono i busti di: Rossini, Verdi, Bellini, Mercadante e Donizetti.
La galleria consentiva di accedere comodamente al teatro agli spettatori che giungevano in carrozza; essa presentava sulla parte sommitale, al di sopra della loggia ionica, un gruppo scultoreo con lo stemma della città, attualmente conservato all'interno.
Le tre porte, in asse con le campate del portico, immettono al foyer che conduce a due vestiboli simmetrici, quello a sinistra contiene il bar mentre quello a destra conduce alla platea, la cui forma è a ferro di cavallo. Al di sopra di questi ambienti è presente una grande sala da ballo. Le strutture interne della platea e dei tre ordini di palchi più il loggione sono tutte realizzate in legno, accorgimento acustico molto raccomandato all'epoca. La decorazione interna è finemente realizzata, l'arco scenico reca nel mezzo l'orologio, circondato dalle allegorie del tempo e della storia, che incombe sul golfo mistico. L'interno dei palchi è color cremisi. Giovanni Battista Calò realizzò il soffitto della sala che rappresenta il Carro del Sole e il sipario della Disfida. Calò dipinse anche un primo sipario recante il tema della Disfida di Barletta e un secondo sipario raffigurante il Monte Parnaso e Apollo (in onore della cantata che aveva inaugurato il teatro San Ferdinando nel 1819). L'illuminazione è assicurata dai numerosi candelabri di ottone brunito disposti su ogni livello dei palchi ed originariamente alimentati a gas. Le macchine sceniche furono realizzate da Pietro Venier, scenografo del San Carlo di Napoli.